# Puerto de San Antonio Este
El Puerto de San Antonio Este (abreviatura: Puerto SAE) es un puerto argentino ubicado sobre la margen norte de la península de Villarino en la Bahía de San Antonio, Golfo San Matías, Provincia de Río Negro. Es uno de los dos puertos provinciales y sobre este se asienta el pueblo de San Antonio Este, cercana a la urbe San Antonio Oeste.
Está administrado por el Gobierno de la Provincia de Río Negro, aunque junto con el Puerto de Punta Colorada, están operados por un prestador privado llamado Terminal de Servicios Portuarios Patagonia Norte S.A., que está conformado por 24 empresas relacionadas con las actividades frutícolas, de hortalizas y la Minera MCC de Sierra Grande. La concesión del puerto se extiende durante 30 años desde enero de 1998 y finalizará en enero de 2028.

## Localización
El puerto se ubica a 60 km de la ciudad de San Antonio Oeste y posee en las cercanías un cruce de rutas que lo conectan con el resto de Argentina:
- Ruta Nacional 3: con Viedma y Bahía Blanca hacia el este.
- Ruta Provincial 304: con Valle Medio, Alto Valle del río Negro y provincias de Neuquén y Mendoza.
- Ruta Nacional 251: con General Conesa, Río Colorado, Bahía Blanca y provincia de La Pampa.
- Ruta Nacional 23: con Valcheta, Los Menucos, Maquinchao, Ingeniero Jacobacci y San Carlos de Bariloche.
- Por ferrocarril: la Estación San Antonio Oeste de Servicios Ferroviarios Patagónicos lo comunica con Viedma, Bariloche y Esquel (a través de La Trochita)
- Por avión: el Aeródromo Saint Exupery se encuentra ubicado a las afueras de San Antonio Oeste y da servicio a la zona.

## Galería

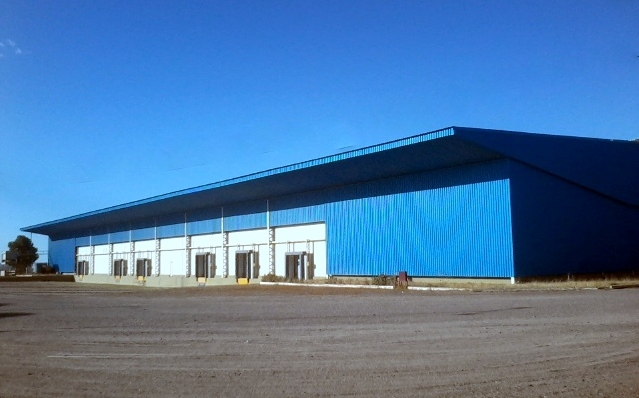
Galpón para almacenamiento en el puerto.
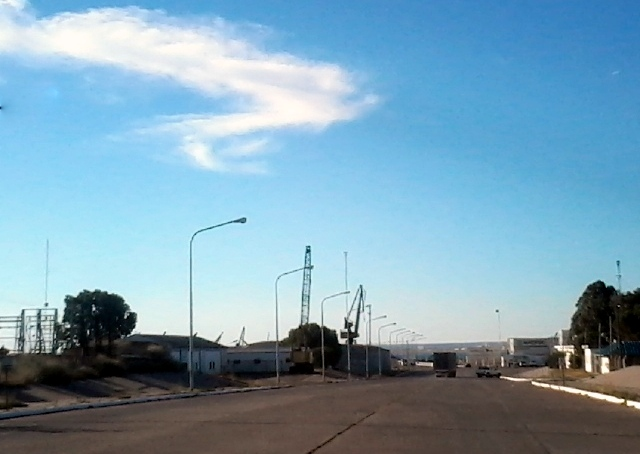
Entrada al puerto de aguas profundas de San Antonio.

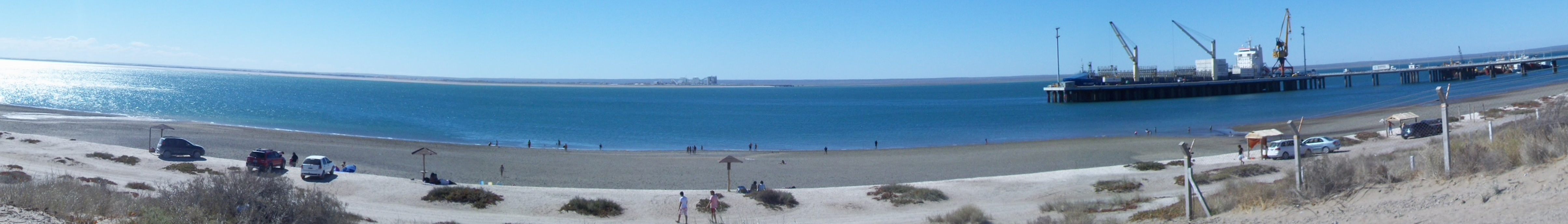
Panorámica de la bahía San Antonio, el puerto puede verse a la derecha.